# Borisa Mitrović
Borisa Mitrović (* 18. Januar 1961) ist ein ehemaliger jugoslawischer Fußballspieler.

## Karriere
Mitrović kam von Roter Stern Belgrad in die Bundesliga zum Karlsruher SC. In der Saison 1984/85 absolvierte er drei Spiele. Sein Debüt gab er am 17. Spieltag bei der 0:5-Niederlage gegen den VfB Stuttgart. Er wurde in der 74. Spielminute eingewechselt. Auch bei seinen beiden letzten Einsätzen (am 33. und 34. Spieltag) wurde er jeweils eingewechselt.